# Carex cristatella
Carex cristatella är en halvgräsart som beskrevs av Nathaniel Lord Britton och Addison Brown. Carex cristatella ingår i släktet starrar, och familjen halvgräs. Inga underarter finns listade i Catalogue of Life.

## Bildgalleri

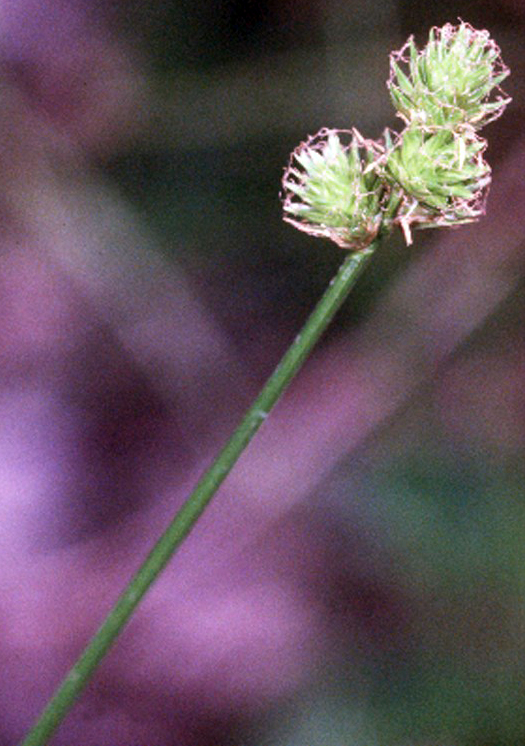